# Chinchila (Coelho)
Chinchila  é uma raça europeia de coelho-doméstico (Oryctolagus cuniculus domesticus) de origem francesa. É caracterizada por sua pelagem de coloração cinzenta semelhante a do roedor sul-americano chinchila.

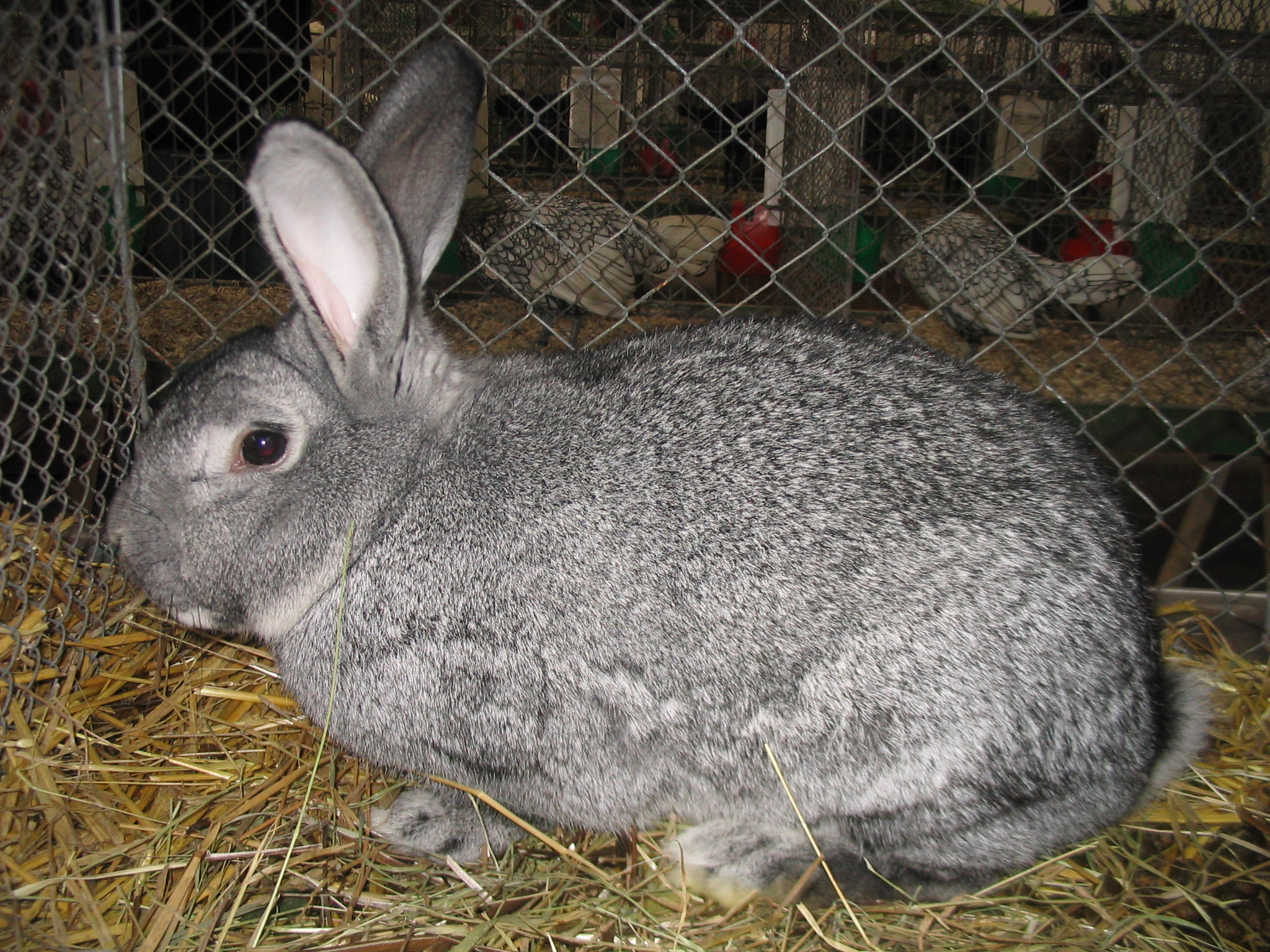
Coelho chinchila adulto.

A raça chinchila surgiu no século XX na França a partir do cruzamento de coelhos selvagens, Azul de Beveren, e Himalaia. Onde rapidamente ganhou popularidade devido a sua pele de excelente qualidade e sua precocidade.